# Fabrizio Spada
Fabrizio Spada, italijanski rimskokatoliški duhovnik, škof in kardinal, * 17. marec 1643, Rim, Papeška država, † 15. junij 1717, Rim, Papeška država
Bil je državni tajnik pod Inocencom XII..

## Življenjepis
Fabricij se je rodil dne 17. marca 1643 v Rimu,. Njegov oče je bil Orazio Spada, mati pa Maria Veralli. Bil je torej pranečak kardinalaBernardina Spada in nečak kardinala Giambattista Spada po očetovi strani, a nečak kardinala Fabricija Veralla po materini strani. Njegova sestra Eugenia Spada (1639–1717) se je poročila z vojdodom od Giove (Juve) Girolamom Mattei. 
Fabricij je doktoriral iz obojnega prava (in utroque iure) na Univerzi v Perugii 1664, a 22. decembra 1669 je postal mašnik, ko mu je njegov sorodnik – škof in upravnik Apostolkse palače Bernardino Rocci – podelil zakrament duhovniškega posvečenja. 
Papež ga je določil za referendaria (poročevalca) pri Apostolski signaturi ter opata v samostanu Santa Maria d' Attilia v škofiji San Severino.

### Cerkvena kariera
1672 je postal naslovni nadškof latinske škofije Patras. Ker je bil še premlad, je od papeža dobil spregled od določenih kanoničnih let. Nato je postal nuncij pri Vojvodini Savoja.
14. avgusta 1672 ga je posvetil za škofa kardinal-duhovnik pri Santa Pudenziana Gasparo Carpegna; soposvečevalca sta bila: kardinal Alessandro Crescenzi, naslovni latinski aleksandrijski patriarh, ter Bernardino Rocci, naslovni nadškof Damaska.
3. januarja 1674 ga je papež imenoval za nuncija na Francoskem. Papež Klemen X. ga je imenoval za kardinala-duhovnika in mu v konsistoriju z dne 27. maja 1675 podelil kardinalski naslov pri San Callisto. 1689 je prejel kardinalski naslov pri San Crisogono, a 1708 tistega pri Santa Prassede.
1686 je postal legat v Urbinu, a od 1688 do 1689 predsednik (camerlengo) kardinalskega zbora. Končno je dosegel svoj vrhunec kot kardinal-državni tajnik od 1691 do 1700 pod Inocencem XII.. 1710 je postal kardinal-škof rimskega sedeža Palestrine. 
Med drugimi službami je bil tudi upravnik Kongregacije za pravilno vladanje (ki je bila sčasoma odpravljena), nadduhovnik v Lateranski baziliki ter tajnik Svetega oficija od 1716 do svoje smrti. 
Kot kardinal je sodeloval pri pepeških konklavih leta 1676, 1689, 1691 in 1700.

## Smrt in spomin
Fabrizio Spada je umrl v svoji družinski palači v Rimu 15. junija 1717. Njegovo truplo je bilo izpostavljeno na parah v cerkvi Santa Maria in Vallicella. Nato so ga pokopali v tamkajšnjo kapele družine Spada.

### Vobčilih
Secretum (Monaldi & Sorti) 
Secretum ima naslov več književnih del: 
1. Med drugim je Secretum naslov poučnega osebnega dnevnika, ki ga je v 14. stoletju v latinščini napisal Petrarka in je prišel v javnost šele po njegovi smrti.
2. Secretum pa nosi naslov tudi zgodovinski roman, ki sta ga skupno v italijanščini napisala zakonca Rita Monaldi in Francesco Sorti  v 21. stoletju, a obravnava dogodke iz leta 1700, v času potekanja svetega leta in smrti Inocenca XII..

Scretum je torej sodoben zgodovinski roman, ki sta ga napisala zakonca Monaldi & Sorti. Obravnava pomembne zgodovinske dogodke leta 1700. V tem romanu igra pomembno vlogo tudi kardinal Spada, saj se usoda Evrope ter razne tozadevne spletke kujejo ravno v njegovi hiši.
Zgodbo sta ob drugi izdaji Secretuma pri založbi Baldini & Castoldi 2015 - v Italiji predstavila sama zakonca in so-pisatelja Rita Monaldi in Francesco Sorti. 
Dogajanje poteka v Rimu leta 1700, ko se ulice tro svetoletnih romarjev; kardinal Spada tedaj praznuje nečakovo poroko v svoji vili. Med gosti je tudi Melani, slavni pevec in opat – obenem pa skrivni svetovalec in vohun Sončnega kralja, ki tam ni naključno. Tajni sporazum, s katerim bi Sončni kralj postavil svojega naslednika za vladarja Španije in zavaroval koristi Burbonov in Vatikana, je ogrožen z vrsto nepričakovanih dogodkov. Opat Melani in njegov mladi pomoćnik ponovno stopata na pozornico kot v romanu Imprimatur; odkrivata prividno stvarnost za pajčolanom olikane ljubeznivosti v nevarnem iskanju nekega nenavadnega predmeta. 
Karel Španski je namreč umiral brez otrok, ne da bi zapustil dediče. Po splošnem mnenju zgodovinarjev je za dediča po papeževem nasvetu izbral Francijo. Zgodba pa pokaže čudne okoliščine te »svobodne« odločitve. V istem času umira tudi papež Inocenc XII., ki zaradi hude bolezni ne more nič več vplivati na dogajanje. On poseduje izredne diplomatske sposobnosti, ki bodo njegovemu nasledniku na papeškem prestolu manjkale. Kardinali že prihajajo pričakujoč njegovo smrt in pogreb. Konklave je neizbežen in kardinali se že pripravljajo nanj in dogovarjajo o kandidatih za novega papeža. Zaradi potekanja svetoletnih jubilejnih slovesnosti ne morejo odlašati z izvolitvijo novega papeža. Načrti in spletke se odvijajo v vili Spada. Grozeče ozračje kaže na bližajočo se špansko nasledstveno vojno. 
Celotno zgodbo Melanijevo zgodbo sestavlja sedem Monaldi & Sortijevih romanov, katerih naslovi tvorijo latinski stavek »Imprimatur Secretum Veritas Mysterium Dissimulatio Unicum Opus«; v prevodu bi to pomenilo: »Natisni Skrivnost Resnica Tajna Hinavščina Edinstvenost Delo«. To podaja vodilno misel teh romanov, kot jo razlagata pisatelja: »Natisne se lahko vsaka skrivnost, resnica je kljub temu tajna in nedosegljiva. Edina stvarnost ostaja hinavščina". 
V zvezi z oporoko španskega kralja Karla II. je zakoncema sinila misel, da s to oporoko nekaj ne more biti v redu: morala bi se glasiti na Sveto rimsko cesarstvo oziroma na Španijo, a naslovljena je bila na Francosko kraljestvo. Zato sta se pronicljivo dala na pravo detektivsko gonjo in zapleteno podjetje. Zakaj?
Ko je Karel II. leta 1700 umrl brez dedičev, je bil vladar največjega kraljestva na svetu s kolonijami od Daljnega vzhoda do Amerike. Pred smrtjo je dal jasno vedeti, da si želi za dediča habsburškega nečaka, kar je potrjeno tudi v pismih. Oporoka pa nepričakovano ne določa za naslednika Habsburžana, ampak Anžuvinca. Zakonca sta dala iz arhiva Simanca - kjer je oporoka pohranjena - na skeniranje dragoceno listino v visoki ločljivosti in jo dala pregledati ločeno dvema grafologoma, ki nista vedela en za drugega; vendar sta oba ugotovila isto: da je podpis na oporoki ponarejen; kako je do tega prišlo, pa razlaga roman »Secretum« in je to seveda zadeva njune domišljije. 
Roman torej ni zgolj zgodovinski, pa tudi ne zgolj fantazijski. Bralca preseneti obilica pisnih pričevanj, - ki jih pa pisatelja včasih dokaj svojevoljno razlagata – od katerih navajamo tisto najbolj usodno: 
Karel Španski sporoča bratrancu Leopoldu (1640-1705), da lahko pošlje ladje, ki bodo odpeljale njegovega sina-dediča. Francoski kralj je pisma prestregel ter poslal ladijsko zasedo, ki bi obstreljevala dedičevo ladjo. Da ne bi tvegal smrti svojega sina, španski kralj popusti pred izsiljevanjem.